# Лануа, Том
Том Лануа (нидерл. Tom Lanoye (Tom Emiel Gerardine Aloïs Lanoye), 27 августа 1958, Синт-Никлас, Бельгия) — фламандский писатель. Живёт и работает в Антверпене и Кейптауне. Книги Лануа переведены, а пьесы поставлены более чем на десяти языках. Ряд его книг, в том числе Alles moet weg, был экранизирован. 

## Награды
- Премия Константейна Хёйгенса  (2013)